# Spartak Ngjela
Spartak Ngjela (ur. 11 lipca 1948 w Tiranie) – albański polityk i prawnik, w roku 1997 minister sprawiedliwości w rządzie Bashkima Fino, więzień polityczny.

## Życiorys
Syn działacza komunistycznego i byłego ministra handlu Kiço Ngjeli (1917-1992). Ukończył gimnazjum Petro Nino Luarasi w Tiranie, a w 1970 ukończył studia prawnicze na Wydziale Nauk Politycznych i Prawnych Uniwersytetu Tirańskiego. Po studiach podjął pracę w biurze pomocy prawnej we Wlorze i w Durrësie. W 1972 został przeniesiony do Prokuratury Okręgowej we Wlorze. W 1973 powrócił do Tirany i rozpoczął pracę naukową w Instytucie Historii. Po aresztowaniu jego ojca, 15 listopada 1975 został uwięziony wraz z najbliższą rodziną. 31 marca 1976 Sąd Okręgowy w Tiranie skazał go na 7 lat więzienia za prowadzenie agitacji skierowanej przeciwko władzy ludowej i działalność w organizacji kontrrewolucyjnej. Ponowny proces Ngjeli odbył się w 1979 przed Sądem Okręgowym w Fierze. Tym razem został skazany na 10 lat więzienia, następnie karę podwyższono do 13 lat. Karę odbywał w więzieniu w Burrelu. Opuścił więzienie w 1990, a jego ojciec rok później. W latach 1991–1997 Spartak Ngjela wykonywał zawód adwokata. 
Do 1996 należał do Partii Demokratycznego Sojuszu, by w 1996 przenieść się do monarchistycznej Partii Ruchu Legalności. W czasie kryzysu piramidowego otrzymał tekę ministra sprawiedliwości w rządzie Bashkima Fino. Jedną z pierwszych jego decyzji było amnestionowanie wszystkich więźniów osadzonych w więzieniach albańskich. Funkcję ministra pełnił przez cztery miesiące i ponownie powrócił do zawodu adwokata.
W 2001 związał się z Demokratyczną Partią Albanii i jako jej przedstawiciel w wyborach 2001 zdobył mandat deputowanego do parlamentu z okręgu Tirana, uzyskując 6297 głosów. W parlamencie pełnił funkcję wiceprzewodniczącego komisji konstytucyjnej. Ponownie dostał się do parlamentu po wyborach 2005. W latach 2005–2006 przewodniczącego komisji administracji publicznej i praw człowieka. 12 grudnia 2008 założył partię Ligj dhe Drejtësi (Prawo i Sprawiedliwość), której jest przewodniczącym.
W roku 2011 opublikował pierwszy tom pamiętników, w którym opisywał życie Bllokmenów - kierownictwa albańskiej partii komunistycznej, mieszkającego w zamkniętej części Tirany (tzw. Blloku).

## Dzieła

### Powieści
- 1994: Shpella e vrasjes
- 1999: Helena R
- 2018: Hakmarrja e një gruaje

### Eseje
- 2006: Reformë shqiptare: shmangia e karakterit tiranik të politikës
- 2015: Pesë leksione për konstitucionalizmin (Pięć wykładów o konstytucjonalizmie)

### Pamiętniki
- 2011-2013: Përkulja dhe rënia e tiranisë shqiptare 1957-2010 (3 tomy)